# Берлінек (Куявсько-Поморське воєводство)
Берлінек (пол. Berlinek) — село в Польщі, у гміні Єзьора-Великі Моґіленського повіту Куявсько-Поморського воєводства.
Населення — 93 особи (2011).
У 1975-1998 роках село належало до Бидгощського воєводства.

## Демографія
Демографічна структура станом на 31 березня 2011 року:
|          | Загалом | Допрацездатний вік | Працездатний вік | Постпрацездатний вік |
| -------- | ------- | ------------------ | ---------------- | -------------------- |
| Чоловіки | 40      | 3                  | 34               | 3                    |
| Жінки    | 53      | 7                  | 31               | 15                   |
| Разом    | 93      | 10                 | 65               | 18                   |